# Reprezentacja Albanii w piłce siatkowej kobiet
Reprezentacja Albanii w piłce siatkowej kobiet – narodowa reprezentacja tego kraju, reprezentująca go na arenie międzynarodowej.
Największym sukcesem reprezentantek Albanii było wywalczenie 11. miejsca Mistrzostw Europy na turnieju w 1991 roku.

## Mistrzostwa Europy
| Rok  | Kraj               | Miejsce      |
| ---- | ------------------ | ------------ |
| 1949 | Czechosłowacja     | brak udziału |
| 1950 | Bułgaria           | brak udziału |
| 1951 | Francja            | brak udziału |
| 1955 | Rumunia            | brak udziału |
| 1958 | Czechosłowacja     | brak udziału |
| 1963 | Rumunia            | brak udziału |
| 1967 | Turcja             | brak udziału |
| 1971 | Włochy             | brak udziału |
| 1975 | Jugosławia         | brak udziału |
| 1977 | Finlandia          | brak udziału |
| 1979 | Francja            | brak udziału |
| 1981 | Bułgaria           | brak udziału |
| 1983 | NRD                | brak udziału |
| 1985 | Holandia           | brak udziału |
| 1987 | Belgia             | brak udziału |
| 1989 | Niemcy             | brak udziału |
| 1991 | Włochy             | 11. miejsce  |
| 1993 | Czechy             | brak udziału |
| 1995 | Holandia           | brak udziału |
| 1997 | Czechy             | brak udziału |
| 1999 | Włochy             | brak udziału |
| 2001 | Bułgaria           | brak udziału |
| 2003 | Turcja             | brak udziału |
| 2005 | Chorwacja          | brak udziału |
| 2007 | Belgia/ Luksemburg | brak udziału |
| 2009 | Polska             | brak udziału |
| 2011 | Serbia/ Włochy     | brak udziału |
| 2013 | Niemcy/ Szwajcaria | brak udziału |

## Igrzyska śródziemnomorskie
| Rok  | Miasto/Miasta          | Miejsce    |
| ---- | ---------------------- | ---------- |
| 1951 | Aleksandria            | ?          |
| 1955 | Barcelona              | ?          |
| 1959 | Bejrut                 | ?          |
| 1963 | Napoli                 | ?          |
| 1967 | Tunis                  | ?          |
| 1971 | Izmir                  | ?          |
| 1975 | Algier                 | ?          |
| 1979 | Spalato                | ?          |
| 1983 | Casablanca             | ?          |
| 1987 | Latakia                | ?          |
| 1991 | Ateny                  | ?          |
| 1993 | Langwedocja-Roussillon | ?          |
| 1997 | Bari                   | ?          |
| 2001 | Tunis                  | 9. miejsce |
| 2005 | Almeria                | 7. miejsce |
| 2009 | Pescara                | 8. miejsce |
| 2013 | Mersin                 | ?          |